# ستيغوصور
ستيجوصورس (بالإنجليزية: Stegosaurus)‏ هو ديناصور وهي كلمة يونانية تعني العظاية ذات السقف آكل النباتات عاش منذ حوالي 145 إلى 155 مليون سنة في أمريكا الشمالية في العصر الجوراسي, يبلغ طوله حوالي 8 إلى 16 متر ويزن حوالي 4 - 7 طن، يتميز هذا الديناصور بأن له رأس صغير، وله حراشف فوق ظهره وفي آخر ذيله أشواك تشبه الرماح ويمثل هذا درعا بالنسبة له خصوصا أنه عاش مع ديناصورات من أكلة اللحوم مثل الألوصور والكيراتوصور.
يعدّ الستيغوصور من الحيوانات غير اللاحمة أي بمعنى ليست آكلة للحوم ولكنها تعدّ من الحيوانات النباتية أي الآكلة للنبات أو تتغذى على النباتات.

## وصفه

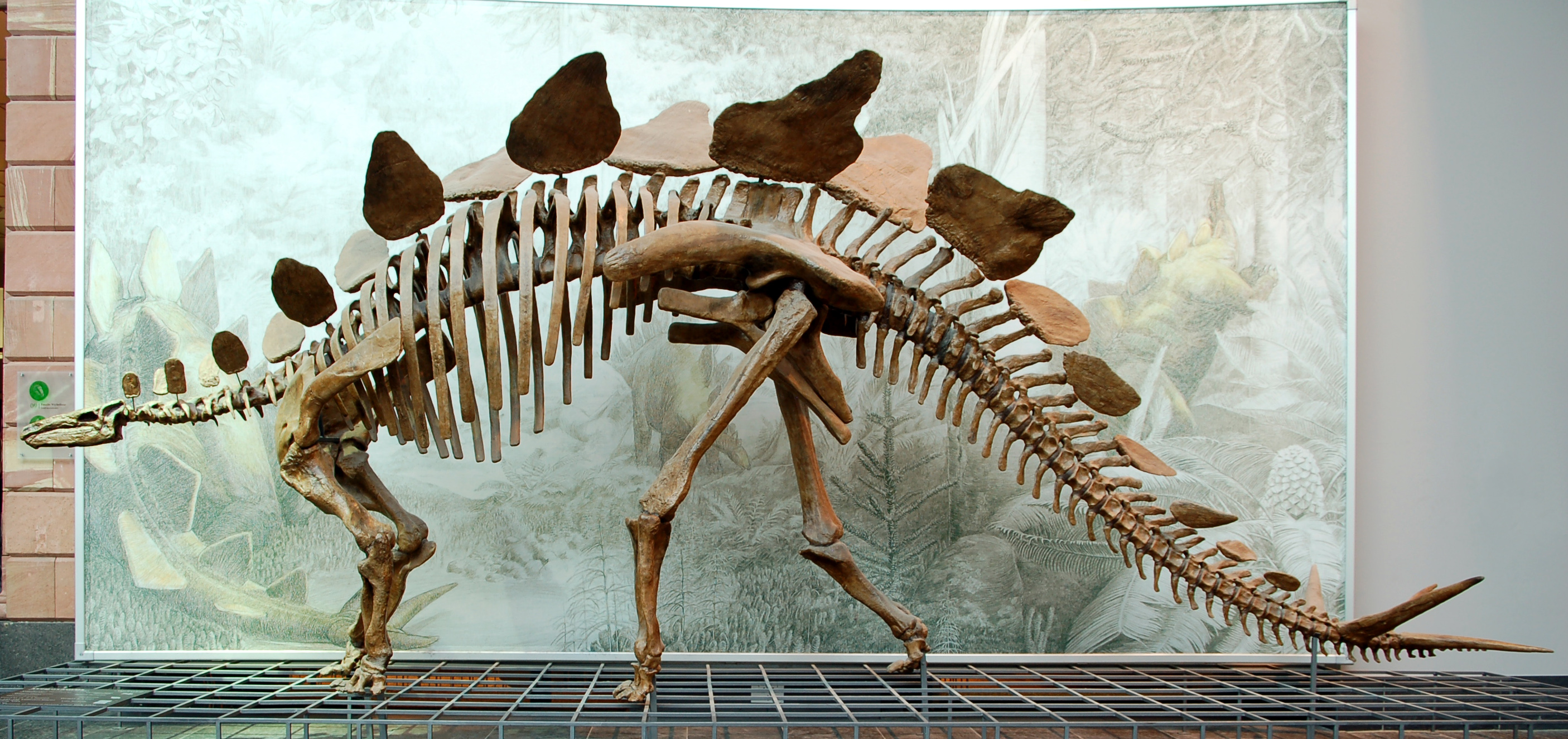
هيكل ستيجوصورس بمتحف سينكنبرج للعلوم الطبيعية فرانكفورت ، ألمانيا.

حجم ستيجوصور بالمقارنة مع الإنسان . في المتوسط حوالي 9 أمتار (30 قدما) لفترة طويلة و 4 أمتار (14 قدم) طويل القامة، وستيجوسورس رباعي الأرجل هو واحد من معظم الديناصورات التي يسهل التعرف عليها.
وكان أكبر ستيجوسورس، تصل إلى 12 مترا (39 قدما) في الطول والوزن وربما ما يصل إلى 5000 كجم (5.5 طن قصير). ومع ذلك، كان 7 إلى 9 أمتار (23 إلى 30 قدما) على طول أكثر من المعتاد.

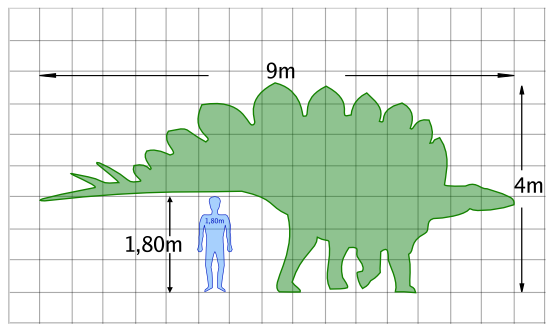
مقارنة الستيغوصور بحجم الإنسان.

## اقرأ أيضًا
- كنتروصور
- صوروبودا
- ديناصور
- براكيوصور
- تيرانوصور
- تربوصور
- تريسراتبس
- كيراتوبسيا
- صوروبلتا
- ستنيوصور

## وصلات خارجية
- Walking With Dinosaurs – Stegosaurus
- Europe's First Stegosaurus Boosts Pangaea Theory